# Golaten
Golaten är en ort och tidigare kommun i kantonen Bern i Schweiz.
Sedan den 1 januari 2019 ligger orten i Kallnach kommun. Därmed överfördes Golaten från distriktet Bern-Mittelland till distriktet Seeland.